# Kõduküla (Tabivere)
Kõduküla – wieś w Estonii, w prowincji Jõgeva, w gminie Tabivere.